# Mimosa widgrenii
Mimosa widgrenii är en ärtväxtart som beskrevs av Hermann August Theodor Harms. Mimosa widgrenii ingår i släktet mimosor, och familjen ärtväxter. Inga underarter finns listade i Catalogue of Life.